# Dalwin (Pommeren)
Dalwin is een plaats in het Poolse district  Tczewski, woiwodschap Pommeren. De plaats maakt deel uit van de gemeente Tczew en telt 220 inwoners.